# Charlotte Van den Broeck
Charlotte Van den Broeck és una escriptora flamenca. Va estudiar Literatura Anglesa i Alemanya i té un Màster en Drama (arts verbals) al Reial Conservatori d’Anvers.
Ha publicat dues col·leccions guardonades de poesia: Kameleon (Arbeiderspers, 2015) i Nachtroer (Arbeiderspers, 2017). És coneguda per les seves performances, en les quals busca un enfocament dramàtic a la 'parlabilitat' i la fisicalitat de la poesia oral. Ha actuat en diversos festivals, com Saint Amour (2015), Poesiefestival Berlin, Woordfees a Stellenbosch, Ledbury Poetry Festival.
El 2016, juntament amb l'autor Arnon Grunberg, va ser l'escriptora més jove en pronunciar el discurs inaugural de la Fira del Llibre de Frankfurt.
El 2019 va publicar el seu debut en prosa, Saltos mortales (Acantilado, 2024), una investigació assagística de tretze arquitectes tràgics que es van suïcidar a causa d'un error fatal en els seus dissenys. El llibre va aparèixer a la llista de bestsellers i va ser finalista del Premi de Literatura Boekenbon. Escriu com a freelance per al diari belga De Standaard i ensenya Anàlisi Literària i Assagística al Reial Conservatori d’Anvers.

## Obra
- 2015: Kameleon, De Arbeiderspers Uitgewers, ISBN 978-90-295-3843-5. In Afrikaans vertaal deur Dr. Daniël Hugo.
- 2017: Nachtroer, De Arbeiderspers Uitgewers, ISBN 978-90-295-1021-9
- 2019: Waagstukken, De Arbeiderspers Uitgewers, ISBN 978-90-295-3966-1
- 2020: Woorden temmen: van kop tot teen